# Vingt et une nuits avec Pattie
Vingt et une nuits avec Pattie è un film del 2015 diretto da Arnaud e Jean-Marie Larrieu.

## Trama
Caroline, una parigina di quarantadue anni, arriva in un piccolo borgo nel sud ovest della Francia per il funerale di sua madre, dove viene accolta da Pattie, ma la salma di sua madre scompare misteriosamente.

## Produzione
Il film è stato girato a Castans (Aude).

## Riconoscimenti
Il film ha vinto il Premio della giuria per la migliore sceneggiatura al Festival internazionale del cinema di San Sebastián 2015.